# 9月26日
9月26日（くがつにじゅうろくにち）は、グレゴリオ暦で年始から269日目（閏年では270日目）にあたり、年末まであと96日ある。

## できごと

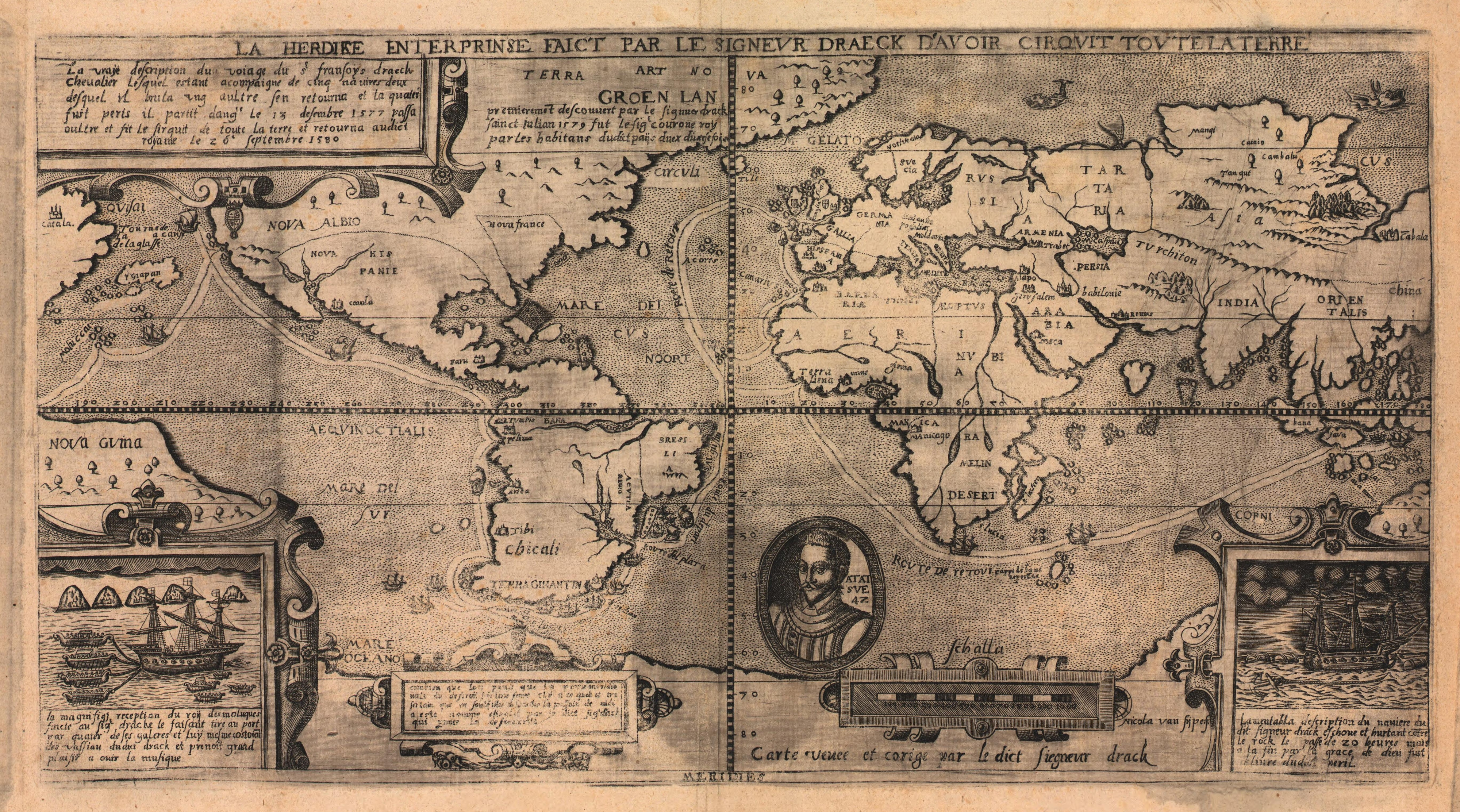
フランシス・ドレークが世界一周を達成(1580)。収奪した財宝を献上したドレークはナイトに叙勲された

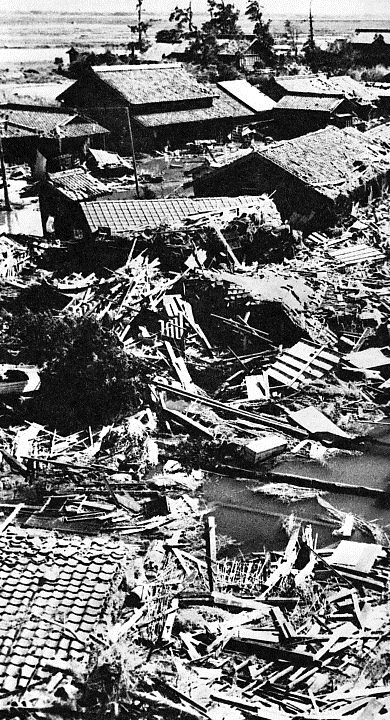
犠牲者約5,000人を出した伊勢湾台風(1959)。記録的な高潮による被害が大である

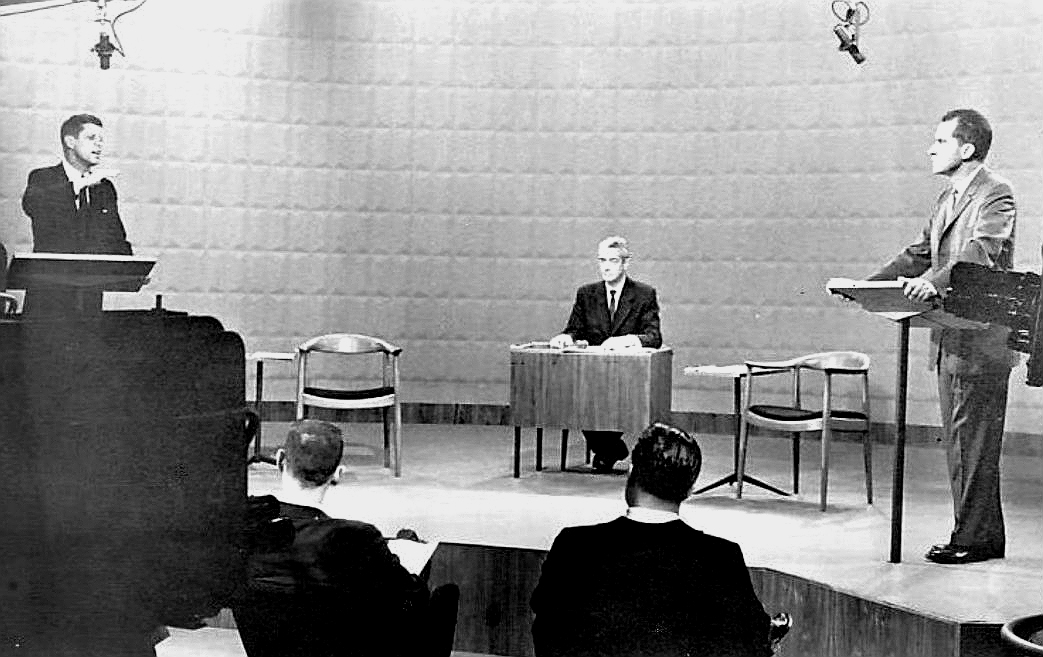
ジョン・F・ケネディ(左)とリチャード・ニクソン(右)によるテレビ討論会(1960)

- 紀元前46年 - ファルサルスの戦いでの誓いを果たすため、ユリウス・カエサルが神話上の祖先ウェヌス・ゲネトリクスにウェヌス・ゲネトリクス神殿（Temple of Venus Genetrix）を奉ずる。
- 715年 - フランク内戦: コンピエーニュの戦い。
- 1087年 - イングランド王ウィリアム2世が戴冠。
- 1143年 - ケレスティヌス2世が第165代ローマ教皇に就任。
- 1164年 - カラトラパ騎士団が教皇アレクサンデル3世に認可される。
- 1212年 - プシェミスル朝のボヘミアにおける王位を確認するために、シチリア金印勅書（Golden Bull of Sicily）が発行される。
- 1337年（建武4年9月2日） - 光明天皇が土御門東洞院殿に移居。以後532年間にわたって皇居として使用される。
- 1345年 - ワルンスの戦い（Battle of Warns）、エノー伯ギヨーム2世がフリース人に敗れ戦死。
- 1350年 - フランス王ジャン2世がランス大聖堂で戴冠。
- 1371年 - セルビア・オスマン戦争: マリツァの戦い。
- 1423年 - 百年戦争: ラ・ブロッシニエールの戦い（英語版、フランス語版）
- 1580年 - イギリスの海賊フランシス・ドレークが世界一周を達成。
- 1597年（慶長2年8月15日） - 慶長の役: 明・朝鮮軍が籠城する南原城を日本軍が攻略し、南原城の戦いが終結。
- 1629年 - スウェーデン・ポーランド戦争の休戦協定であるアルトマルク休戦協定が締結される。
- 1687年 - モレアス戦争（英語版）: オスマン帝国により火薬庫として使われていたパルテノン神殿が、ヴェネツィア共和国軍の砲弾により爆発炎上。
- 1777年 - アメリカ独立戦争・フィラデルフィア方面作戦: ウィリアム・ハウがフィラデルフィアを無抵抗で占領する。
- 1799年 - フランス革命戦争: 前日より続く第二次チューリッヒの戦い（英語版）が終結。フランスが第二次対仏大同盟軍に勝利。
- 1815年 - 神聖同盟が成立。ロシア皇帝アレクサンドル1世の提唱で結成されたロシア、オーストリア、プロイセン間の同盟[1]。
- 1905年 - アインシュタインが特殊相対性理論を発表。
- 1907年 - ニュージーランドとニューファンドランドがイギリス連邦内の自治領となり、事実上独立。
- 1917年 - 第一次世界大戦: ポリゴンウッドの戦い（Battle of Polygon Wood）。
- 1918年 - 第一次世界大戦: ムーズ・アルゴンヌ攻勢が始まる。
- 1921年 - 富山県で台風により漁業従事者約900人が遭難[2]。
- 1923年 - シュトレーゼマンが国会外交委員会においてルール占領への抵抗運動の終了を宣言。さらにフリードリヒ・エーベルト大統領が戒厳令を発し、指揮権を国防相に与える。
- 1931年 - 翌日にかけて関東地方、東海地方で台風による豪雨。各地の河川で氾濫や堤防の決壊多数。東京市だけでも浸水家屋約7万戸[3]。
- 1932年 - 岐阜県の恵那山で大規模な土砂災害（山津波）が発生。現中津川市内で死者3人、重傷者6人、埋没家屋120戸、床上浸水306戸、橋梁流失10箇所などの被害[4]。
- 1933年 - 禁酒法時代のギャングであるマシンガン・ケリーとその妻キャサリンが逮捕される。ケリーは武器を持たずにFBIらの前に出でて「撃つなGメン!撃つなGメン!（"Don't shoot, G-Men! Don't shoot, G-Men!"）」と叫んだためそれまで「政府の役人（'Government Men'）」を指す言葉であったGメンはFBI特別捜査官を指す言葉になった。
- 1934年 - イギリスの客船クイーン・メリーが進水。
- 1935年 - 第四艦隊事件。演習中の日本海軍の艦隊が台風に遭遇し、多数の艦艇が損傷。
- 1935年 - 烏川災害。台風により利根川流域の河川が氾濫。群馬県だけでも死者218人、行方不明者39人、負傷者190人、家屋全壊467戸などの被害[5]。
- 1942年 - アウグスト・フランクの覚書（英語版）が発行される。ユダヤ人をホロコーストから「避難させる（be evacuated）」方法についてSSの上級士官が記したもの。
- 1945年 - 最初の復員船・高砂丸が、中部太平洋メレヨン島からの復員兵1,628人を乗せて別府港に入港。
- 1945年 - アメリカ施政下の沖縄で石川市（現 うるま市の一部）が市制施行。
- 1945年 - 文部省は学校報国団を解体し、自治的な校友会に再編するように通牒[6]。
- 1950年 - 朝鮮戦争: 国連軍がソウルを北朝鮮軍から奪還。
- 1950年 - 国際連盟安全保障理事会決議86に採択よりインドネシアが国連に加盟。
- 1953年 - イギリスでの砂糖の配給が終了（en: Rationing in the United Kingdomも参照）。
- 1954年 - 洞爺丸台風（台風15号）が北海道に来襲。
- 1954年 - 洞爺丸事故。洞爺丸台風により青函連絡船「洞爺丸」が転覆。死者行方不明1,155人。
- 1954年 - 北海道岩内町で洞爺丸台風による強風により大火。死者33名。
- 1958年 - 狩野川台風（台風22号）が静岡県伊豆半島に最接近。狩野川が氾濫。
- 1959年 - 伊勢湾台風（台風15号）が潮岬に上陸。東海地方などを襲い、死者・行方不明者5,000人以上という甚大な被害を及ぼす。
- 1960年 - 1960年アメリカ合衆国大統領選挙: ジョン・F・ケネディとリチャード・ニクソンの間でアメリカ大統領選史上初のテレビ討論が行われる。
- 1960年 - 福岡県糸田町の嘉穂炭鉱籾井坑でガス爆発事故が発生。13人が死亡[7]。
- 1962年 - イエメン王国でクーデターが発生。イエメン・アラブ共和国（北イエメン）が建国を宣言。北イエメン内戦が開始。
- 1962年 - 全長2,068メートルで当時東洋一の長さの若戸大橋が開通。
- 1962年 - 長崎県福江市で大火（福江大火）。市役所、警察署、郵便局、税務署などの公共機関の施設、家屋391戸が全焼[8]。
- 1968年 - 厚生省が発見から13年目で水俣病と第二水俣病を公害病として認定。
- 1969年 - ビートルズ12作目のオリジナル・アルバム『アビイ・ロード』がリリース。イアン・マクミランによりロンドン・EMIスタジオ前の横断歩道で撮影されたジャケット写真が広く知られている。
- 1978年 - 東芝が世界初の日本語ワードプロセッサ「JW-10」を発表。
- 1980年 - オクトーバーフェスト爆破テロ（Oktoberfest bombing）事件
- 1981年 - ノーラン・ライアンがロサンゼルス・ドジャース戦で史上最多5度目のノーヒットノーランを達成。
- 1983年 - アメリカスカップでカップ保持者の「リバティー」が敗れ、アメリカの連覇が132年で途切れる。
- 1983年 - スタニスラフ・ペトロフが監視衛星より発せられたミサイル攻撃警報を誤警報と断定しアメリカ合衆国に対する偶発的な報復核攻撃を未然に防ぐことに繋がる。
- 1984年 - 中華人民共和国とイギリスが1997年の香港返還に合意し仮調印。
- 1991年 - 人工生態系を維持する実験バイオスフィア2の最初のミッション開始。1993年の同日に中断。
- 1991年 - 海上自衛隊の護衛艦である、こんごう型護衛艦の1番艦こんごうが進水。
- 1996年 - パラオの（旧）KB橋が崩落。2人死亡。
- 1997年 - インドネシア・スマトラ島でガルーダ航空機が墜落炎上。234名全員死亡。
- 1997年 - イタリアでウンブリア・マルケ地震（1997 Umbria and Marche earthquake）が起こる。
- 2000年 - 都営地下鉄三田線・三田駅 - 白金高輪駅 - 目黒駅間および営団地下鉄南北線・溜池山王駅 - 目黒駅が開業。東急目黒線との3社相互乗り入れを開始。
- 2001年 - 大阪近鉄バファローズの北川博敏が、日本プロ野球史上唯一の代打逆転サヨナラ満塁優勝決定本塁打を打つ。
- 2002年 - 名古屋鉄道踏切衝突脱線事故。
- 2002年 - ジョラ号がガンビア沖で沈没。
- 2003年 - 十勝沖地震発生。
- 2003年 - 自由党が野党第一党の民主党へ合流。（民由合併）
- 2006年 - 第3次小泉改造内閣が総辞職。安倍晋三が第90代内閣総理大臣に就任し、安倍内閣が発足。
- 2007年 - 福田康夫が第91代内閣総理大臣に就任し、福田康夫内閣が発足。
- 2008年 - 背中にジェットエンジンを搭載した翼をつけて、空を飛んだ最初の人間であるイブ・ロッシーが9分7秒の飛行に成功し、フランスのカレーからイギリスのドーバーへとドーバー海峡を横断。
- 2009年 - 台風16号がフィリピンに上陸。マニラ首都圏を中心に400人以上が死亡。
- 2012年 - 日馬富士公平が、第70代横綱に昇進。
- 2012年 - 自由民主党総裁選挙で安倍晋三元首相が、首相・総裁経験者としては史上初の総裁返り咲きを果たす。
- 2013年 - 東北楽天ゴールデンイーグルスが球団創設9年目にして初のリーグ優勝を果たす。
- 2014年 - 2014年メキシコ・イグアラ市学生集団失踪事件が起こる。
- 2015年 - 24年半続いたTBSラジオの番組「土曜ワイドラジオTOKYO 永六輔その新世界」が放送終了。
- 2017年 - 読売ジャイアンツの中井大介が日本プロ野球史上初の球団通算1万号本塁打を放つ。
- 2018年 - 広島東洋カープが球団創設68年目にして初のリーグ3連覇を果たす[9]。
- 2019年 - ルーアン工場火災（Lubrizol factory fire in Rouen）が起こる。
- 2021年 - 日本のテレビクイズ番組としては最長の46年半続いた朝日放送の番組パネルクイズ アタック25が放送終了。
- 2021年 - スイスで同性婚を認める国民投票（2021 Swiss same-sex marriage referendum）が行われ賛成多数となる。
- 2021年 - 2021年ドイツ連邦議会選挙が行われる。
- 2024年 - 兵庫県の斎藤元彦知事が不信任決議可決による失職後に兵庫県知事選挙への再出馬を表明。
- 2024年 - 1966年（昭和41年）6月30日に日本の静岡県清水市横砂（現: 静岡市清水区横砂東町）の民家で味噌製造会社の専務一家4人が殺害されて集金袋が奪われ、この民家が放火された強盗殺人・放火事件の容疑者とされ死刑判決を受けた袴田巌の再審無罪判決（再審第１審の判決）

## 誕生日

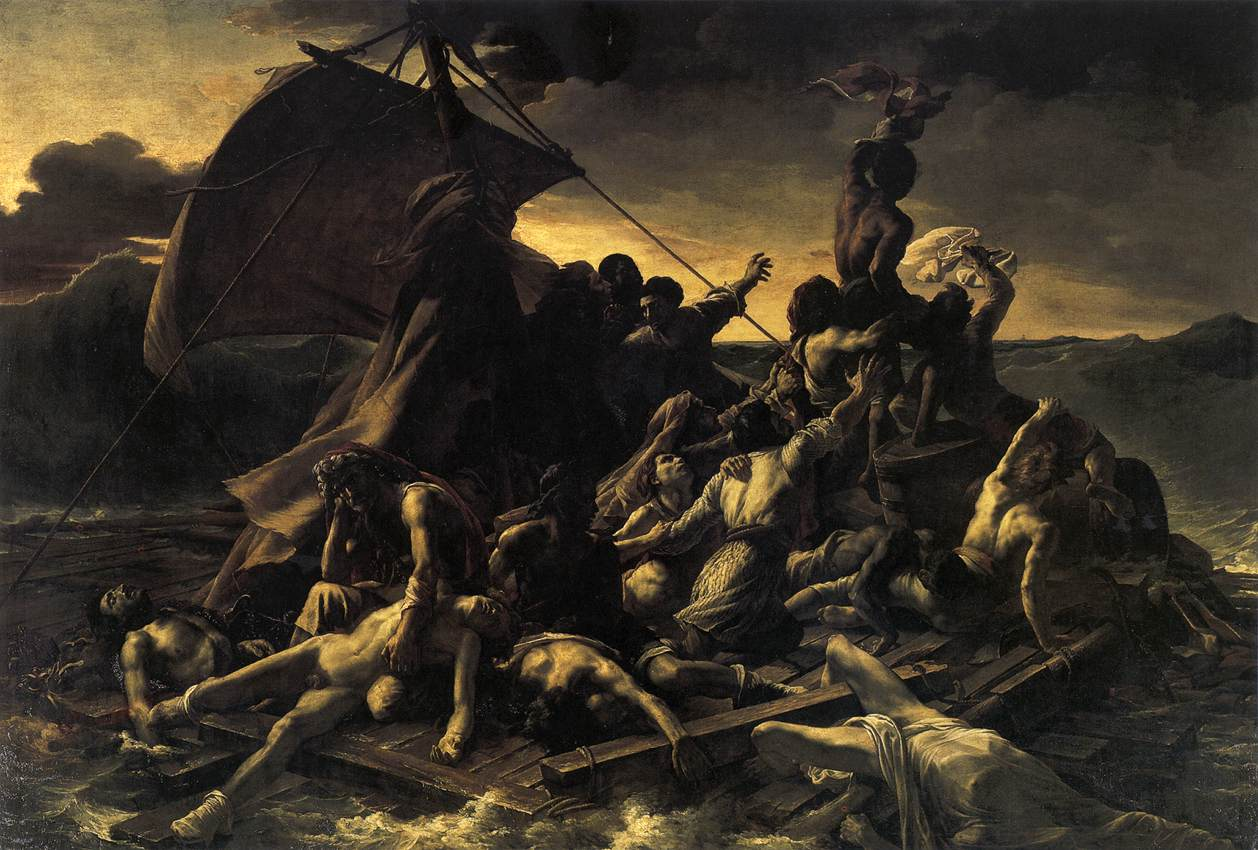
19世紀フランスロマン主義の先駆者となったテオドール・ジェリコー(1791-1824)誕生。画像は《メデューズ号の筏》(1818-19)

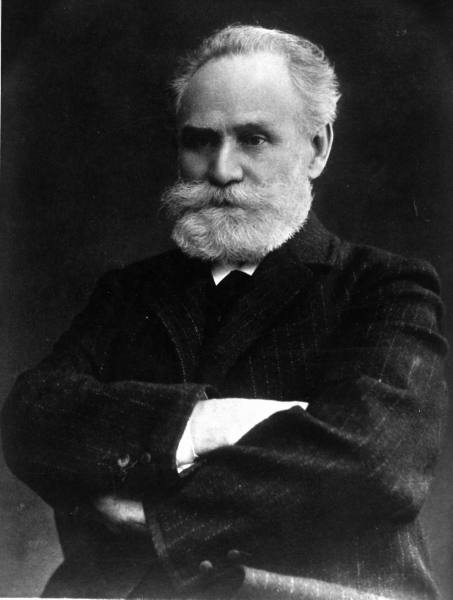
パブロフの犬の実験で知られるロシアの生理学者、イワン・パブロフ(1849-1936)誕生

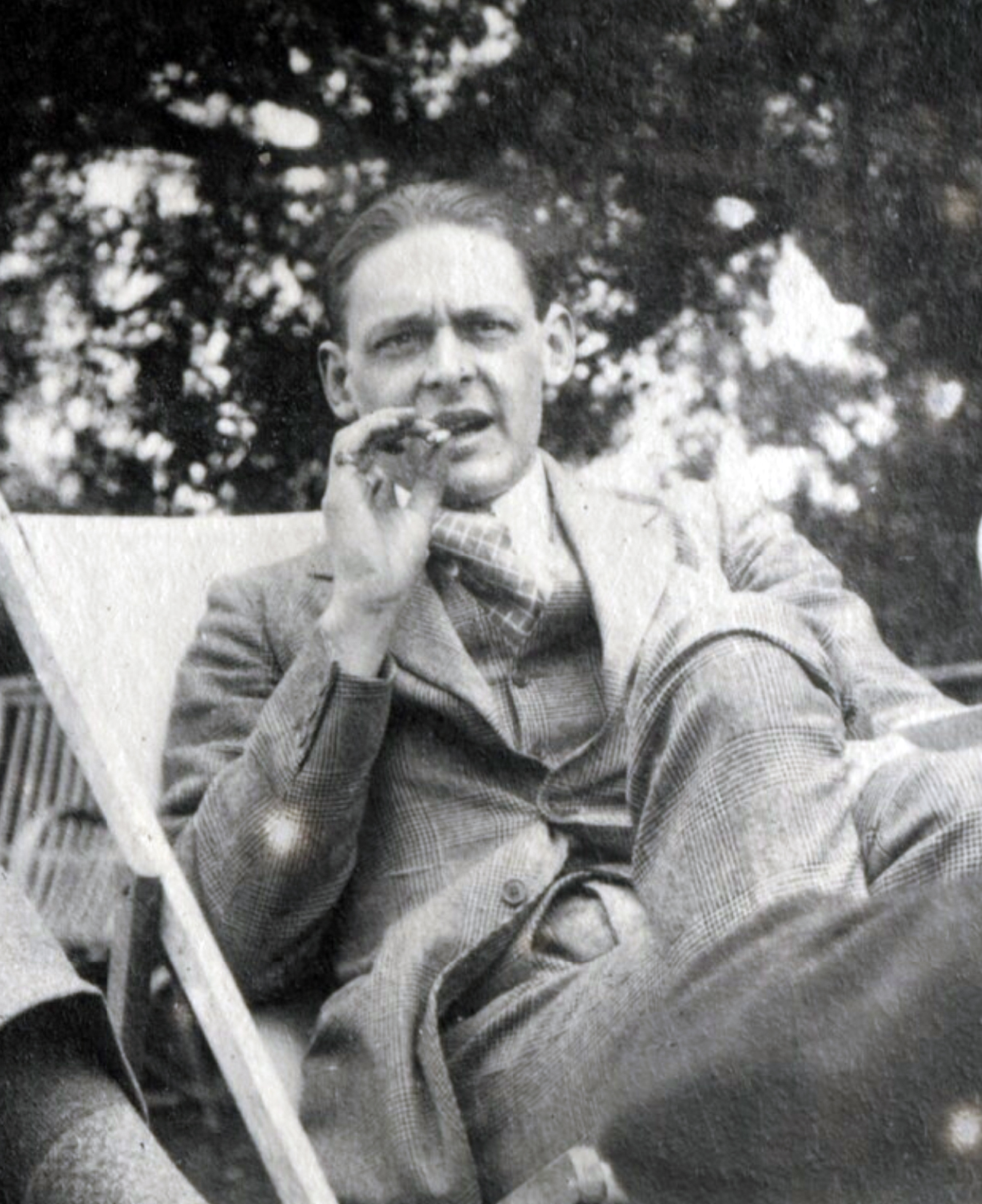
イギリスの詩人、T・S・エリオット(1888-1965)誕生

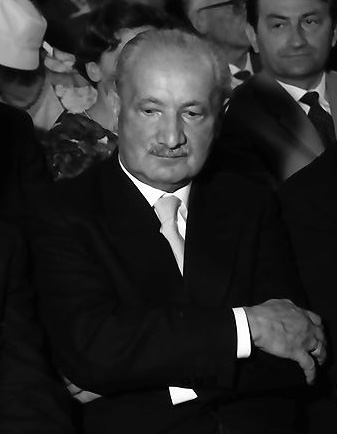
20世紀の思想界に重大な影響を与えたドイツの哲学者、マルティン・ハイデッガー(1889-1976)誕生

| 四月は残酷きわまる月で、 死んだ土地からライラックを育て、 記憶と欲望をまぜあわせ、 鈍重な根を春雨で刺戟する――『荒地』(1922) |

| 現存在(Dasein)が存在するかぎりでのみ、存在はある(es gibt)――『存在と時間』(1927) |

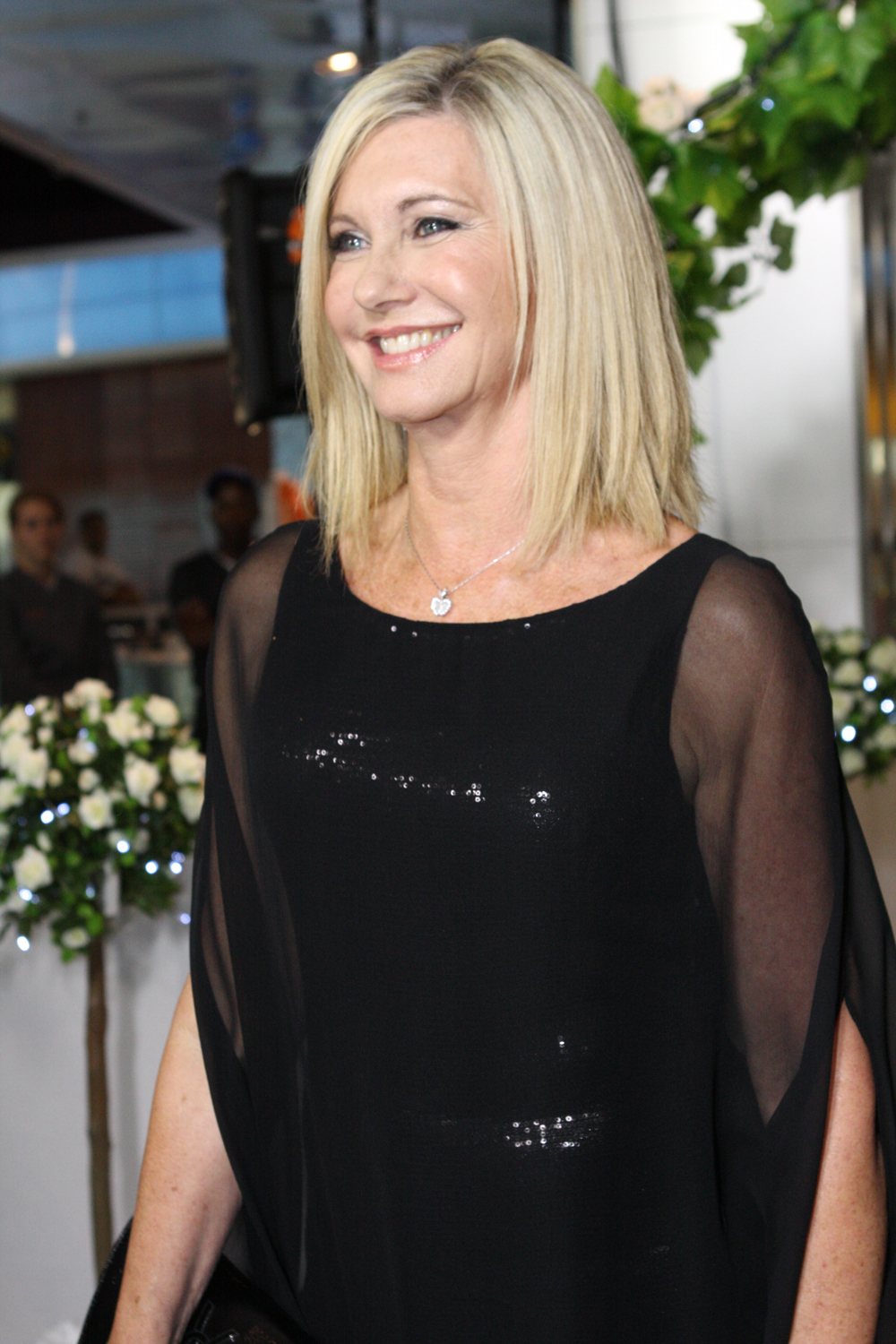
イギリス出身の歌手、オリビア・ニュートン＝ジョン(1948-)誕生

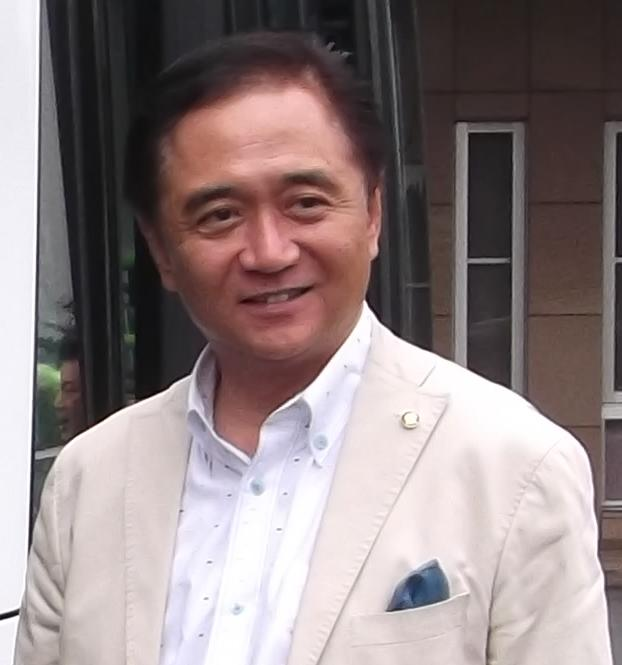
神奈川県知事、黒岩祐治(1954-)誕生

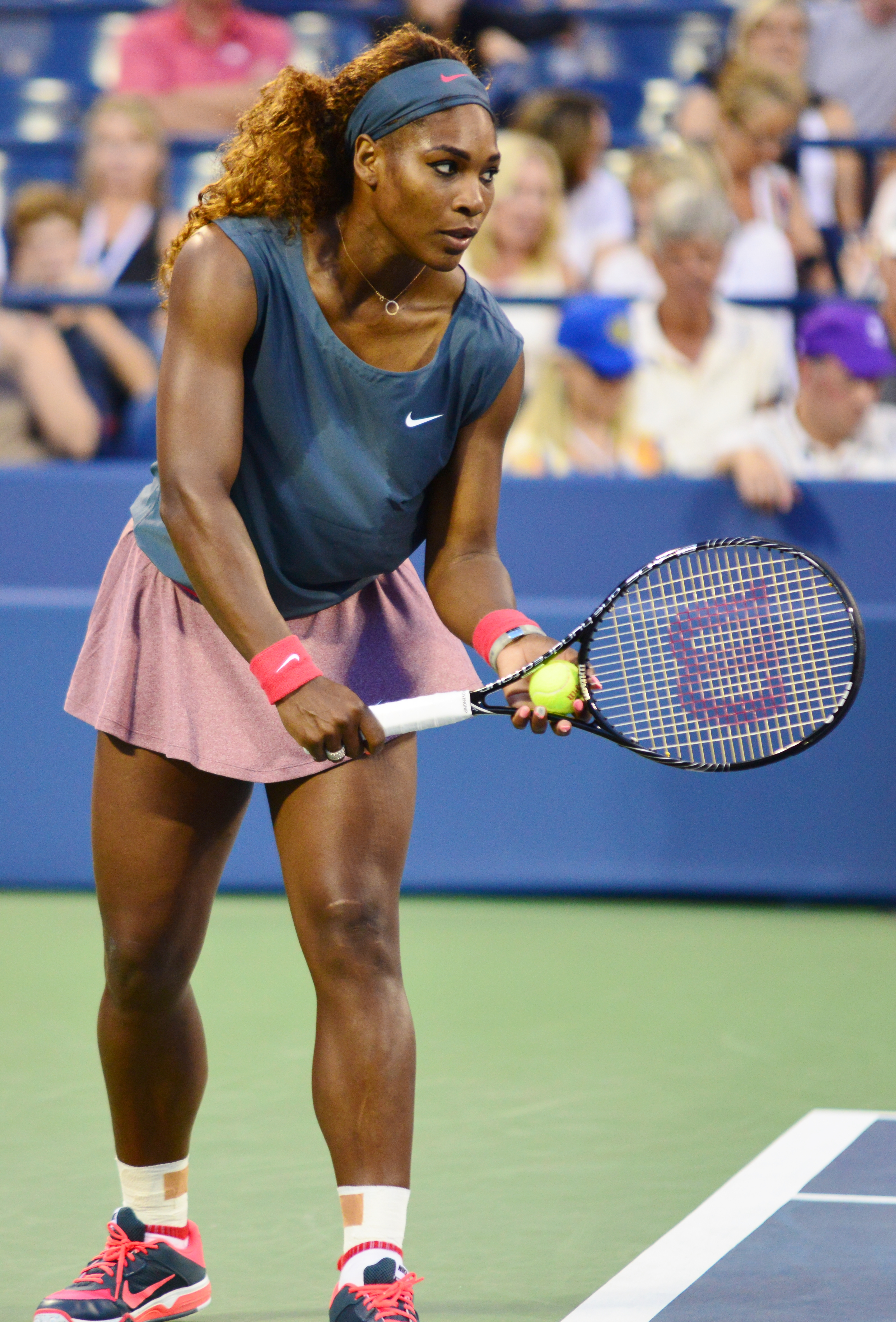
アメリカ合衆国のテニスプレイヤー、セリーナ・ウィリアムズ(1981-)誕生

- 932年 - ムイッズ、第4代ファーティマ朝カリフ（+ 975年）
- 1329年 - アンナ・フォン・デア・プファルツ、ローマ皇帝兼ボヘミア王カール4世の2度目の后（+ 1353年）
- 1406年 - トーマス・ロス（Thomas Ros, 8th Baron Ros）、第8代ロス男爵
- 1526年 - ヴォルフガング、プファルツ＝ツヴァイブリュッケン公（+ 1569年）
- 1637年 - セバスチャン・ルクレール（Sébastien Leclerc）、画家（+ 1714年）
- 1641年 - ネヘミア・グルー、植物解剖者・医者（+ 1712年）
- 1651年 - フランシス・ダニエル・パストリウス（Francis Daniel Pastorius）、都市建築家・フィラデルフィアとジャーマンタウンの創設者（+ 1720年）
- 1660年 - イェジ・ヴィルヘルム、レグニツァ公・ブジェク公（+ 1675年）
- 1698年 - ウィリアム・キャヴェンディッシュ、第3代デヴォンシャー公爵（+ 1755年）
- 1711年 - リチャード・グレンヴィル＝テンプル、第2代テンプル伯爵（+ 1779年）
- 1714年（正徳4年8月18日） - 真田信安、第5代信濃国松代藩主（+ 1752年）
- 1731年 - ジアン・フランチェスコ・マルファッティ、数学者（+ 1807年）
- 1748年 - カスバート・コリングウッド、初代コリングウッド男爵（+ 1810年）
- 1759年 - ヴェンツェル・ミュラー（Wenzel Müller）、作曲家（+ 1835年）
- 1774年 - ジョニー・アップルシード、西部開拓期の伝説的人物（+ 1845年）
- 1776年（安永5年8月14日） - 松平義和、第9代美濃国高須藩主（+ 1832年）
- 1784年 - ルイ・エメ・グロスクロード、画家（+ 1869年）
- 1790年 - ナッソー・ウィリアム・シニア（Nassau William Senior）、弁護士（+ 1864年）
- 1791年 - テオドール・ジェリコー、画家（+ 1824年）
- 1792年 - ウィリアム・ホブソン（William Hobson）、初代ニュージーランド総督（+ 1842年）
- 1806年（文化3年8月15日） - 青山幸寛、第4代美濃国郡上藩主（+ 1832年）
- 1812年（文化9年8月21日） - 松浦曜、第11代肥前国平戸藩主（+ 1858年）
- 1828年（文政11年8月18日） - 小林虎三郎、越後長岡藩大参事（+ 1877年）
- 1830年（天保元年8月10日） - 大久保利通、明治維新の元勲（+ 1878年[10]）
- 1836年（天保7年8月16日） - 堀直虎、第13代信濃国須坂藩主（+ 1868年）
- 1843年 - ジョセフ・ファーフィー（Joseph Furphy）、作家（+ 1912年）
- 1844年（天保15年8月15日） - 牧野忠訓、第12代越後国長岡藩主（+ 1875年）
- 1848年 - ヘンリー・ウォルターズ（Henry Walters）、アートコレクター（+ 1931年）
- 1848年（嘉永元年8月29日） - 酒井忠経、第8代越前国敦賀藩主（+ 1884年）
- 1849年（ロシア暦1849年9月14日） - イワン・パブロフ[11]、生理学者（+ 1936年）
- 1859年 - ルイ・マジョレル（Louis Majorelle）、家具職人（+ 1926年）
- 1863年 - セルゲイ・オルデンブルク、東洋学者 (+ 1934年)
- 1864年 - 大谷岩太郎、実業家、政治家、大谷酒造株式会社創業者 (+ 1950年)
- 1865年 - メアリー・ラッセル、飛行家、鳥類学者（+ 1937年）
- 1869年（ユリウス暦、グレゴリオ暦では10月8日） - コミタス（Komitas）、司祭（+ 1935年）
- 1870年 - クリスチャン10世、デンマーク王（+ 1947年）
- 1873年 - ワクワウ・ベレント（Wacław Berent）、作家（+ 1940年）
- 1874年 - ルイス・ハイン、写真家（+ 1940年）
- 1876年 - エディス・アボット（Edith Abbott）、経済学者、ソーシャルワーカー（+ 1957年）
- 1877年 - アルフレッド・コルトー、ピアニスト（+ 1962年）
- 1877年 - エドマンド・グウェン、俳優（+ 1959年）
- 1877年 - ウーゴ・チェルレッティ、神経学者（+ 1963年）
- 1878年 - ヴァルター・ステインベック（Walter Steinbeck）、俳優（+ 1942年）
- 1884年 - フォレスト・スミスソン、陸上競技選手（+ 1962年）
- 1886年 - アーチボルト・ヒル、生理学者（+ 1951年）
- 1887年 - 服部亮英、洋画家、漫画家（+ 1887年）
- 1887年 - エドウィン・ケッペル・ベネット（Edwin Keppel Bennett）、詩人、作家（+ 1958年）
- 1887年 - アントニオ・モレノ（Antonio Moreno）、俳優（+ 1967年）
- 1887年 - バーンズ・ウォリス、技術者（+ 1979年）
- 1888年 - T・S・エリオット、詩人（+ 1965年）
- 1889年 - マルティン・ハイデッガー、哲学者（+ 1976年）
- 1889年 - イワン・モジューヒン、俳優（+ 1939年）
- 1891年 - シャルル・ミュンシュ、指揮者（+ 1968年）
- 1891年 - ウィリアム・マッケル（William McKell）、第12代オーストラリア総督（+ 1985年）
- 1891年 - ハンス・ライヘンバッハ、科学哲学者（+ 1953年）
- 1893年 - 斎藤佐次郎、金の星社創業（+ 1983年）
- 1894年 - 高橋円三郎、実業家、新聞記者、政治家（+ 1956年）
- 1894年 - グラディス・ブロックウェル、女優（+ 1929年）
- 1895年 - 平田佐矩、実業家、第4代平田紡績社長（+ 1965年）
- 1895年 - ユルゲン・シュトロープ、ナチス・ドイツ親衛隊 (SS) の将軍（+ 1952年）
- 1897年 - パウロ6世、ローマ教皇（+ 1978年）
- 1898年 - ジョージ・ガーシュウィン、作曲家（+ 1937年）
- 1898年 - ジャック・ドリオ、コラボラシオン、政治家（+ 1945年）
- 1901年 - ジョージ・ラフト、俳優（+ 1980年）
- 1902年 - アルバート・アナスタシア、コーサ・ノストラのボス（+ 1957年）
- 1903年 - ウジェーヌ・コルヌ（Eugène Cornu）、造船技師（+ 1987年）
- 1905年 - 岩村忍、東洋史学者（+ 1988年）
- 1905年 - カール・ラパン、サッカー選手（+ 1996年）
- 1906年 - 能代清、数学者、名古屋大学名誉教授（+ 1976年）
- 1906年 - 新保幸太郎、医学者、元札幌医科大学学長（+ 2005年）
- 1907年 - アンソニー・ブラント（Anthony Blunt）、美術史家、スパイ（+ 1983年）
- 1907年 - ベップ・ファン・クラフェレン、ボクシング選手（+ 1993年）
- 1909年 - ビル・フランス・シニア（Bill France Sr.）、レーシングドライバー（+ 1992年）
- 1911年 - 尾高尚忠、作曲家（+ 1951年）
- 1911年 - 永田亮一、政治家（+ 1997年）
- 1912年 - プレストン・クラウド、古生物学者、地理学者（+ 1991年）
- 1914年 - アキレ・コンパニョーニ（Achille Compagnoni）、登山家、スキーヤー（+ 2009年）
- 1914年 - ジャック・ラレーン（Jack LaLanne）、フィットネス専門家（+ 2011年）
- 1917年 - チャン・デュク・サオ（Trần Đức Thảo）、哲学者（+ 1993年）
- 1919年 - バーバラ・ブリトン（Barbara Britton）、女優（+ 1980年）
- 1919年 - マティルデ・カムス（Matilde Camus）、詩人（+ 2012年）
- 1920年 - 亀長友義、農林官僚、政治家（+ 1920年）
- 1920年 - 梶岡忠義、元プロ野球選手（+ 2003年）
- 1922年 - ニコラス・ロマノヴィッチ・ロマノフ（Nicholas Romanov, Prince of Russia）、ロマノフ家長（+ 2014年）
- 1923年 - デヴ・アナンド（Dev Anand）、俳優（+ 2011年）
- 1925年 - ボビー・シャンツ、元プロ野球選手
- 1925年 - マーティ・ロビンス（Marty Robbins）、シンガーソングライター（+ 1982年）
- 1926年 - 川島弘三、元スキージャンプ選手
- 1926年 - ジュリー・ロンドン、歌手（+ 2000年）
- 1926年 - ダニエル・シンガー（Daniel Singer (journalist)）、ジャーナリスト、歌手（+ 2000年）
- 1926年 - マンフレッド・マイヤーホーファー、言語学者（+ 2011年）
- 1927年 - ロマーノ・ムッソリーニ、ピアニスト、画家（+ 2006年）
- 1927年 - ロバート・ケード、医師（+ 2007年）
- 1927年 - パトリック・オニール、俳優（+ 1994年）
- 1927年 - エンツォ・ベアルツォット、サッカー選手（+ 2010年）
- 1928年 - 鈴木義司、漫画家（+ 2004年）
- 1930年 - フリッツ・ヴンダーリヒ、テノール歌手（+ 1966年）
- 1930年 - 横山あきお、俳優（+ 2014年）
- 1930年 - 小林昭二、俳優（+ 1996年）
- 1930年 - フィリップ・ボスコ、俳優（+ 2018年）
- 1931年 - ケネス・パーネル（Kenneth Parnell）、性犯罪者（+ 2008年）
- 1932年 - マンモハン・シン、政治家、インド首相（+ 2024年）
- 1932年 - ドナ・ダグラス、俳優（+ 2005年）
- 1932年 - 長浜忠夫、アニメ監督（+ 1980年）
- 1932年 - ジョイス・ジェイムソン、女優（+ 1987年）
- 1932年 - クリフトン・ウィリアムズ、宇宙飛行士（+ 1967年）
- 1932年 - ウラジーミル・ヴォイノヴィッチ（Vladimir Voinovich）、作家、詩人（+ 2018年）
- 1934年 - 牧伸二、漫談家（+ 2013年）
- 1934年 - 山本哲也、元プロ野球選手（+ 2019年）
- 1935年 - 佐久間進、実業家（+ 2024年）
- 1936年 - アントン・ウィッキー、タレント
- 1936年 - リロイ・ドラム（Leroy Drumm）、軍人、作曲家（+ 2010年）
- 1936年 - ウィニー・マンデラ、政治家（+ 2018年）
- 1936年 - 加藤幸子、小説家（+ 2024年）
- 1937年 - ヴァレンチン・パヴロフ、政治家、ソ連首相（+ 2003年）
- 1937年 - ジェリー・ワイントローブ、映画プロデューサー（+ 2015年）
- 1938年 - ラウル・コーヴァン（Raoul Cauvin）、漫画家（+ 2021年）
- 1938年 - ジョナサン・ゴールドスミス（Jonathan Goldsmith）、俳優
- 1939年 - 樋口正蔵、元プロ野球選手
- 1939年 - マリア・ゴマーズ（Maria Gommers）、陸上競技選手
- 1940年 - 六代目 新内仲三郎、浄瑠璃太夫、三味線奏者
- 1941年 - サルヴァトーレ・アッカルド、ヴァイオリニスト
- 1941年 - マルティーヌ・ベズウィック、女優、ファッションモデル
- 1942年 - 作間功、声優
- 1942年 - グロリア・E・アンザルドゥア（Gloria E. Anzaldúa）、文化学者（+ 2004年）
- 1942年 - イングリット・ベッカー、陸上競技選手
- 1943年 - ティム・シェンケン、レーシングドライバー
- 1944年 - ジャン・ブリュワー、第22代アリゾナ州知事
- 1945年 - 松永清彦、政治家、元岐阜県海津市長
- 1945年 - ブライアン・フェリー、ミュージシャン
- 1945年 - ガル・コスタ、歌手（+ 2022年）
- 1946年 - 小野泰敏、元プロ野球選手
- 1946年 - 藤ノ川武雄、元大相撲力士
- 1946年 - アンドレア・ドウォーキン、哲学者
- 1946年 - ラダ・クリシュナ・マイナリ、政治家
- 1946年 - ルイーズ・サイモンソン（Louise Simonson）、漫画家
- 1946年 - クローデット・ウェルリー（Claudette Werleigh）、政治家、ハイチ首相
- 1946年 - 片岡静香、女優（+ 2024年）
- 1947年 - 三輪敬之、工学博士
- 1947年 - ジェイムズ・スウェアリンジェン、作曲家
- 1947年 - リン・アンダーソン、カントリー音楽歌手（+ 2015年）
- 1947年 - 横田忠義、元バレーボール選手、指導者（+ 2023年）
- 1948年 - 柳沢きみお、漫画家
- 1948年 - ウラジミル・レメック、宇宙飛行士
- 1948年 - スチュアート・トッシュ、ドラマー
- 1948年 - 桜田一男、元大相撲力士、プロレスラー（+ 2020年）
- 1948年 - オリビア・ニュートン＝ジョン、歌手（+ 2022年）
- 1949年 - ハナ・マシュコヴァー、フィギュアスケート選手（+ 1972年）
- 1949年 - ミネット・ウォルターズ、推理作家
- 1950年 - たちはらるい、シンガーソングライター
- 1950年 - 菊容子、女優（+ 1975年）
- 1950年 - 風間深志、ライダー、冒険家
- 1951年 - 川本浩次、元プロ野球選手
- 1952年 - 伊藤之雄、政治学者、歴史学者
- 1953年 - ダグラス・A・メルトン（Douglas A. Melton）、生物学者
- 1953年 - パトリック・クロン（Patrick Kron）、エンジニア
- 1954年 - 天童よしみ、歌手
- 1954年 - 工藤重典、フルート奏者
- 1954年 - 黒岩祐治、政治家、神奈川県知事、元ニュースキャスター
- 1954年 - ケヴィン・ケネディ（Kevin Kennedy (baseball)）、野球選手
- 1955年 - 石井昭男、元プロ野球選手
- 1955年 - 植田益朗、テレビプロデューサー
- 1955年 - 佐々木ベジ、実業家
- 1956年 - リンダ・ハミルトン、女優
- 1957年 - 木根尚登、ミュージシャン、小説家（TM NETWORK）
- 1957年 - ディド・ハーフナー、元サッカー選手
- 1957年 - クラウス・アウゲンターラー、元サッカー選手
- 1957年 - ミシェル・ドウェック（Michael Dweck）、写真家
- 1958年 - ルディ・ツェルネ、フィギュアスケート選手
- 1958年 - ロバート・ケーガン、ネオコンの代表的論者
- 1958年 - ケニー・サンソム、元サッカー選手
- 1959年 - J・P・リッチアーディ、元ゼネラルマネージャー
- 1959年 - リッチ・ゲドマン、野球選手
- 1960年 - ウーベ・バイン、元サッカー選手
- 1960年 - 佐藤英道、政治家
- 1961年 - 杉作J太郎、漫画家、フリーライター
- 1961年 - 光石研、俳優
- 1963年 - あおい洋一郎、声優
- 1963年 - 梶原徹也、ミュージシャン
- 1964年 - 関清和、元プロ野球選手
- 1965年 - 柿沼正明、政治家
- 1966年 - 村上卓史、放送作家
- 1966年 - 林民夫、脚本家
- 1966年 - 竹地祐治、元アナウンサー
- 1966年 - セルゲイ・シマトコ、政治家
- 1966年 - マイク・ヴァイオラ、シンガーソングライター、音楽プロデューサー
- 1967年 - ブライアン・トラックスラー、元プロ野球選手（+ 2004年）
- 1967年 - 横田睦美、元アイドル（元おニャン子クラブ）
- 1968年 - 石橋貴俊、バスケットボール指導者、元バスケットボール選手
- 1968年 - かせきさいだぁ、ミュージシャン
- 1968年 - 富川春美、元アイドル（元おニャン子クラブ）
- 1969年 - 高井崇志、政治家
- 1969年 - 小林茂生、元プロ野球選手
- 1970年 - 池谷幸雄、元体操競技選手、タレント
- 1970年 - 長島正興、元レーシングドライバー、環境活動家
- 1970年 - ポール・ドレイパー、ミュージシャン
- 1971年 - 茂呂田かおる、声優
- 1972年 - 西口文也、元プロ野球選手
- 1972年 - 鈴木政行、ドラマー
- 1973年 - 佐野瑞樹、俳優
- 1973年 - 西飯美幸、卓球選手
- 1973年 - 町田浩徳、日本テレビアナウンサー
- 1976年 - 藤田大助、政治家
- 1976年 - 永田睦子、元バスケットボール選手
- 1976年 - ミヒャエル・バラック、サッカー選手
- 1977年 - 佐藤藍子、女優、タレント
- 1977年 - 稲田奈緒、女優
- 1977年 - アーロン・マイエット、元プロ野球選手
- 1977年 - マガリ・サウリ、フィギュアスケート選手
- 1978年 - 宮下栄治、声優
- 1979年 - KING、ミュージシャン（SHAKALABBITS）
- 1979年 - 丸藤正道、プロレスラー
- 1979年 - リカルド・パルマ、元プロ野球選手
- 1979年 - ユレンデル・デキャスター、プロ野球選手
- 1979年 - 松隈ケンタ、音楽家
- 1980年 - 我那覇和樹、サッカー選手
- 1981年 - 恒松あゆみ、声優
- 1981年 - ひぃ、お笑いタレント（ちょーちんあんこー、元すっとんきょ）
- 1981年 - 佐々木明、プロスキーヤー、実業家
- 1981年 - 華名、プロレスラー
- 1981年 - セリーナ・ウィリアムズ、テニス選手
- 1982年 - 麻生真友子、女優、タレント
- 1982年 - 徳田いずみ、ファッションモデル
- 1983年 - 石井翔子、声優
- 1983年 - 柿本大地、プロレスラー
- 1983年 - リカルド・クアレスマ、サッカー選手
- 1983年 - ジョアン・モレイラ、騎手
- 1983年 - 植松泰良、元野球選手
- 1983年 - 河合龍一、プロアイスホッケー選手
- 1984年 - 門脇聡子、元お笑いタレント（元ジェシカ）
- 1984年 - ウィルフィン・オビスポ、プロ野球選手
- 1985年 - 秋山莉奈、女優、元グラビアアイドル
- 1985年 - 伴アンリ、女優
- 1985年 - おおしたこうた、声優
- 1985年 - 三谷尚子、競輪選手
- 1985年 - 小林悠、アナウンサー
- 1985年 - 内海亮子、元バスケットボール選手
- 1986年 - 船曳文士、騎手
- 1986年 - 小松剛、元プロ野球選手
- 1986年 - ショーン・ドゥーリトル、プロ野球選手
- 1987年 - 長崎莉奈、女優、元グラビアアイドル
- 1987年 - ブレイク・シン、騎手
- 1988年 - たえさん、ミュージシャン（オレスカバンド）
- 1988年 - 黒木マリナ、女優
- 1988年 - 鹿谷弥生、歌手、女優
- 1988年 - キーラ・コルピ、フィギュアスケート選手
- 1988年 - リナ・ヨハンソン、フィギュアスケート選手
- 1988年 - トム・ストイフバーゲン、野球選手
- 1988年 - 大野雄大、プロ野球選手
- 1988年 - 金与正、政治家
- 1989年 - お抹茶、お笑いタレント（トンツカタン）
- 1989年 - 鈴木ちなみ、ファッションモデル
- 1989年 - 河村庸市、アナウンサー
- 1989年 - 柄本弾、バレエダンサー
- 1989年 - 真琴、プロレスラー
- 1990年 - 城島ゆかり、アイドル（JK21）
- 1990年 - 渡辺加和、グラビアモデル、ダンサー（CYBERJAPAN）
- 1990年 - 金山英勢、リュージュ選手
- 1990年 - マイケル・マシューズ、自転車競技選手
- 1991年 - 吉谷彩子、女優
- 1991年 - 佐藤惇、日本パルクール協会会長
- 1992年 - 谷山莉奈、野球選手
- 1992年 ‐ 菱田裕二、騎手
- 1992年 - 蜂須賀明香、バイアスロン選手
- 1992年 - 高田汐織、元バスケットボール選手
- 1993年 - 奈良岡にこ、女優
- 1993年 - ひかぷぅ、ファッションモデル
- 1993年 - 橋本崚、陸上選手
- 1993年 - 塚田貴之、元プロ野球選手
- 1994年 - 藤田光里、プロゴルファー
- 1995年 - 羽矢有佐、グラビアアイドル
- 1995年 - 深川芹亜、声優
- 1995年 - 豊田穂乃花、ラジオDJ
- 1995年 - 奥山優奈、元バレーボール選手
- 1995年 - 和田恋、元プロ野球選手
- 1995年 - アルバート・アブレイユ、プロ野球選手
- 1996年 - 都丸紗也華、グラビアアイドル
- 1996年 - 金子大地、俳優
- 1996年 - 東雲うみ、グラビアアイドル、コスプレイヤー
- 1997年 - 日和ゆず、声優、歌手、元アイドル（元チームしゃちほこ）
- 1998年 - 佐々木七海、女優、アイドル（selfish）
- 1998年 - 若田部遥、元アイドル（元HKT48）
- 1999年 - 浅見姫香、女優
- 2000年 - 関ななみ、バスケットボール選手
- 2001年 - 長岡秀樹、プロ野球選手
- 2002年 - 三木理紗子、女優
- 2005年 - 牧野羽咲、子役
- 2005年 - 川中子奈月心、アイドル（≠ME）
- 生年不詳 - 華形ひかる、女優、元宝塚歌劇団専科スター
- 生年不詳 - 伊藤奏子、プロ雀士
- 生年不詳 - こ〜ちゃ、ゲームクリエイター
- 生年不詳 - アミュー、漫画家
- 生年不詳 - 愛原圭織、声優
- 生年不詳 - 奥畑幸典、声優
- 生年不詳 - 加藤雅美、声優

## 忌日
- 208年（建安13年8月29日） - 孔融、政治家、詩人（* 153年）
- 257年（太平2年9月1日） - 朱異、中国三国時代の武将
- 1241年（仁治2年8月20日） - 藤原定家、鎌倉時代の公卿、歌人（* 1162年）
- 1290年 - マーガレット、スコットランド女王（* 1283年）
- 1351年（正平6年/観応2年9月6日） - 常盤井宮恒明親王、南北朝時代の皇族（* 1303年）
- 1431年（永享3年8月20日）- 吉山明兆、画家、臨済宗の僧（* 1352年）
- 1455年（康正元年8月15日） - 千葉胤直、室町時代の武将（* 1419年）
- 1573年（天正元年9月1日） - 浅井長政、戦国時代の大名（* 1545年）
- 1620年（泰昌元年9月1日） - 泰昌帝、第15代明皇帝（* 1582年）
- 1626年（寛永3年8月6日） - 脇坂安治、戦国武将、大洲藩主（* 1554年）
- 1746年（延享3年8月12日） - 上杉宗房、米沢藩主（* 1718年）
- 1763年 - ジョン・バイロム（英語版）、詩人、速記法発明家（* 1692年）
- 1794年 - フィリップ・マテ＝クルツ（フランス語版）、医師、解剖学者、蝋人形家（* 1737年）
- 1800年 - ウィリアム・ビリングス（英語版）、合唱作曲家（* 1746年）
- 1802年 - ユーリ・ヴェガ（英語版）、数学者、物理学者、砲兵士官（* 1754年）
- 1820年 - ダニエル・ブーン[12]、探検家（* 1734年）
- 1836年 - レオノール・メリメ（英語版）、作家、画家、化学者（* 1757年）
- 1842年 - リチャード・ウェルズリー、イギリス外相（* 1760年）
- 1867年 - ジェイムズ・ファーガソン、天文学者（* 1797年）
- 1868年 - アウグスト・フェルディナント・メビウス、数学者、天文学者（* 1790年）
- 1871年 - チプリアーニ・ポッター、作曲家、ピアニスト、教育者（* 1792年）
- 1877年 - ヘルマン・グラスマン、数学者・言語学者（* 1802年）
- 1902年 - リーバイ・ストラウス、実業家、リーバイス創設者（* 1829年）
- 1904年 - 小泉八雲（ラフカディオ・ハーン）、小説家（* 1850年）
- 1910年 - トルバルド・ティエレ、天文学者・数学者（* 1838年）
- 1914年 - ヘルマン・レンス（英語版）、ジャーナリスト、作家（* 1866年）
- 1914年 - アウグスト・マッケ、画家（* 1887年）
- 1915年 - 原口鶴子、心理学者、日本人情勢初のPh. D. 取得者（* 1886年）
- 1917年 - エドワード・マイナー・ギャローデット、教育者（* 1837年）
- 1918年 - ゲオルク・ジンメル、哲学者（* 1858年）
- 1921年 - ウォルター・ラッセル・ランバス、宣教師、医師、教育者、関西学院創立者（* 1854年）
- 1937年 - ベッシー・スミス、ブルース歌手（* 1894年）
- 1940年 - ヴァルター・ベンヤミン、文芸評論家、文化史家（* 1892年）
- 1940年 - ミハイル・コーシュキン、戦車技術者（* 1898年）
- 1943年 - 木村栄、天文学者（* 1870年）
- 1945年 - 松井簡治、言語学者（* 1863年）
- 1945年 - リヒャルト・ベーア＝ホフマン、小説家、詩人、劇作家（* 1866年）
- 1945年 - バルトーク・ベーラ、作曲家（* 1881年）
- 1945年 - 三木清、思想家（* 1897年）
- 1946年 - ウィリアム・ストランク・ジュニア（英語版）、英語学者、The Elements of Style（英語版）著者（* 1869年）
- 1946年 - 洪思翊、日本陸軍の中将（* 1889年）
- 1947年 - ヒュー・ロフティング、児童文学作家（* 1886年）
- 1947年 - 石橋秀野、俳人（* 1909年）
- 1950年 - ピエール・ロワ、画家（* 1880年）
- 1952年 - ジョージ・サンタヤーナ、哲学者（* 1863年）
- 1954年 - エレン・ルーズベルト、テニス選手（* 1868年）
- 1954年 - 冨吉榮二、日本社会党代議士、元逓信大臣（* 1899年）
- 1954年 - 菊川忠雄、日本社会党代議士（* 1901年）
- 1954年 - 佐保美代子、宝塚歌劇団元所属俳優（+ 1913年）
- 1956年 - リュシアン・フェーヴル、歴史学者（* 1878年）
- 1959年 - ソロモン・バンダラナイケ、セイロン首相（* 1899年）
- 1962年 - 小森七郎、日本放送協会会長（* 1873年）
- 1965年 - ジェイムス・フィッツモーリス、飛行機パイロット（* 1898年）
- 1970年 - 豊道春海、書家（* 1878年）
- 1973年 - 廿日出要之進、実業家、アヲハタ創業者（* 1898年）
- 1973年 - アンナ・マニャーニ、女優（* 1908年）
- 1975年 - 奥村勝蔵、外交官（* 1903年）
- 1975年 - 笹村草家人、彫刻家（* 1908年）
- 1976年 - レオポルト・ルジチカ、化学者（* 1887年）
- 1977年 - アーニー・ロンバルディ、プロ野球選手（* 1908年）
- 1978年 - マンネ・シーグバーン、物理学者（* 1886年）
- 1979年 - ジョン・クロムウェル、俳優、映画監督（* 1887年）
- 1980年 - 谷口五郎、野球選手（* 1901年）
- 1981年 - ロイ・コクラン、陸上競技選手、1948年ロンドン五輪金メダリスト（* 1919年）
- 1982年 - 南沢十七、推理小説、SF作家（* 1905年）
- 1984年 - 只野直三郎、日本人民党の衆議院議員（* 1900年）
- 1986年 - 亀井光、政治家、福岡県知事（* 1909年）
- 1986年 - 寺田登、競泳選手（* 1917年）
- 1986年 - 湯川宏、政治家（* 1918年）
- 1987年 - エセル・キャサーウッド、陸上競技選手（* 1908年）
- 1988年 - 池田遙邨、画家（* 1895年）
- 1990年 - アルベルト・モラヴィア、小説家（* 1907年）
- 1990年 - ローター・コラッツ、数学者（* 1910年）
- 1991年 - ビリー・ヴォーン、イージーリスニングのバンドマスター（* 1919年）
- 1995年 - 岡秀行、アートディレクター、第4代日本デザイナー学院校長（* 1905年）
- 1996年 - パヴェル・スドプラトフ、ソビエト連邦の諜報員（* 1907年）
- 1996年 - ジェフリー・ウィルキンソン、化学者（* 1921年）
- 1996年 - 陳毓祥、政治運動家（* 1950年）
- 1997年 - ドロシー・キングスレー（英語版）、脚本家（* 1909年）
- 1997年 - 萩原寛、プロ野球選手（* 1923年）
- 1998年 - ベティ・カーター（英語版）、ジャズ歌手（* 1929年）
- 1999年 - 佐藤貢、実業家、教育者、初代雪印乳業社長、元学校法人酪農学園理事長（* 1898年）
- 1999年 - 高橋正衛、編集者、歴史学者、昭和史研究家（* 1923年）
- 2000年 - ナサニエル・フェイン（英語版）、カメラマン、ピューリッツァー賞受賞者（* 1914年）
- 2000年 - バーデン・パウエル、ブラジル音楽ギタリスト（* 1937年）
- 2002年 - ゾラフ・バルハフティク、政治家、イスラエル独立宣言署名者の一人（* 1906年）
- 2002年 - ニルス・ボーリン、機械工学者、3点式シートベルト発明者（* 1920年）
- 2002年 - 松浦友久、古典中国文学者（* 1935年）
- 2003年 - ロバート・パーマー、ロック・ブルー・アイド・ソウル歌手（* 1949年）
- 2003年 - ショーン・レイン、ロックギタリスト（* 1963年）
- 2005年 - 林厳雄、物理学者（* 1922年）
- 2006年 - バイロン・ネルソン、プロゴルファー（* 1912年）
- 2006年 - アイヴァ・郁子・戸栗・ダキノ、東京ローズ元アナウンサー（* 1916年）
- 2006年 - 市川昭介、作曲家（* 1933年）
- 2006年 - 高田真理、フォーク歌手（青い三角定規）（* 1947年）
- 2007年 - 広瀬伸一、アナウンサー（* 1957年）
- 2007年 - 末田健、映像ディレクター（* 1974年）
- 2008年 - 岩本義行、プロ野球選手、監督（* 1912年）
- 2008年 - ポール・ニューマン、映画俳優（* 1925年）
- 2008年 - 阪奥明、政治家、元奈良県大和郡山市長（* 1927年）
- 2009年 - 西田八郎、政治家（* 1922年）
- 2009年 - ジグムント・チチラ、ボクサー、1952年ヘルシンキ五輪金メダリスト（* 1926年）
- 2010年 - グロリア・スチュアート、女優（* 1910年)
- 2010年 - 池内淳子、女優（* 1933年）
- 2010年 - ジミ・ヘゼルデン、実業家、セグウェイオーナー（* 1948年)
- 2011年 - 大石千八、政治家、元アナウンサー、第51代郵政大臣（* 1935年）
- 2012年 - 西田龍雄、言語学者、京都大学名誉教授、学術情報センター名誉教授（* 1928年）
- 2012年 - 豊田年郎、実業家、ラジオ福島社長、元電通副社長（* 1929年）
- 2013年 - 中村隆英、経済学者、東京大学名誉教授（* 1925年）
- 2014年 - 小杉正雄、映画撮影監督、松竹映画カメラマン（* 1922年）
- 2014年 - 信楽峻麿、仏教学者、元龍谷大学学長、浄土真宗本願寺派住職（* 1926年）
- 2014年 - ゲリー・ノイゲバウアー、天文学者（* 1932年）
- 2014年 - 北澤宏一、化学者、元東京都市大学学長（* 1943年）
- 2014年 - 香川伸行[13]、プロ野球選手（* 1961年）
- 2015年 - 石本正、日本画家、京都市立芸術大学名誉教授（* 1920年）
- 2015年 - 助川敏弥、作曲家、音楽評論家、雑誌編集者（* 1930年）
- 2015年 - 伊藤通明、俳人（* 1936年）
- 2015年 - 木村一信、教育者、日本近代文学研究者、立命館大学名誉教授（* 1946年）
- 2016年 - ハーシェル・ゴードン・ルイス、映画監督（* 1926年）
- 2016年 - 藤渡辰信、教育学者、元学校法人拓殖大学理事長（* 1932年）
- 2017年 - トニー・ブース、俳優（* 1931年）
- 2019年 - マイロン・ブルーム、ホルン奏者（* 1926年）
- 2019年 - ジャック・シラク[14][15]、政治家、第22代フランス大統領（* 1932年）
- 2019年 - 朴萬福、バレーボール指導者（* 1936年）
- 2019年 - 上田信雅、政治家、元富山県砺波市長（* 1941年）
- 2019年 - ゲンナジー・マナコフ、宇宙飛行士（* 1950年）
- 2020年 - 4代目花柳壽輔（2代目花柳壽應）、舞踊家、花柳流家元（* 1931年）
- 2020年 - かぜ耕士、作詞家、放送作家、ラジオパーソナリティ（* 1944年）
- 2020年 - ルイズルイス加部、ベーシスト（ザ・ゴールデン・カップス、ピンククラウド）（* 1948年）
- 2020年 - ジョン・D・バロウ、天文学者、物理学者、サイエンスライター（* 1952年）
- 2020年 - 加藤幹郎、映画批評家、映画学者、京都大学名誉教授、日本映画学会初代会長（* 1957年）
- 2021年 - 石水勲、実業家、元石屋製菓社長（* 1944年）
- 2021年 - 辻一憲、政治家（* 1965年）
- 2022年 - ユースフ・アル＝カラダーウィー、ウラマー（* 1926年）
- 2022年 - 川手生巳也、実業家、元日産火災海上保険社長（* 1929年）
- 2022年 - 鈴木幸雄、プロ野球選手（* 1932年）
- 2022年 - 佐野眞一、ジャーナリスト、ノンフィクション作家（* 1947年）
- 2023年 - 三石久江、政治家、元参議院議員（* 1927年）
- 2023年 - 原田平作、美術史家（* 1933年）
- 2023年 - ブルックス・ロビンソン、プロ野球選手（* 1937年）
- 2023年 - サンドラ・ドロシー、女優（* 1939年）
- 2024年 - ジョン・アシュトン、俳優（* 1948年）

## 記念日・年中行事
- 秋の社日（ 日本、このころ）※秋分に最も近い戊の日

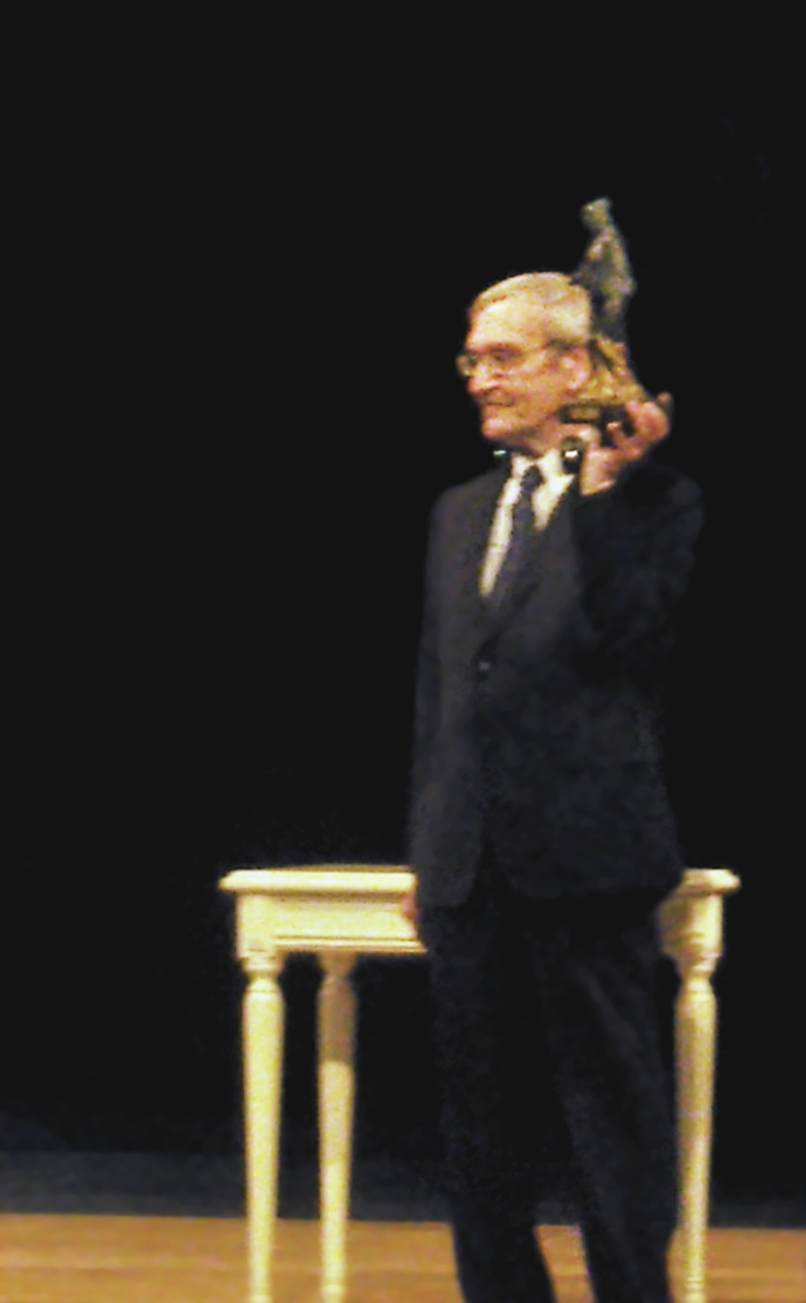
ソ連防空軍中佐、スタニスラフ・ペトロフが監視衛星のミサイル攻撃警報を独断で誤警報と判断(1983)。核報復攻撃を回避した

- ヨーロッパ言語の日（ 欧州連合）
欧州評議会が2001年12月に制定。
- 1962年革命記念日（ イエメン）
1962年のこの日、 軍事クーデターによりイエメン王国が崩壊し、イエメン・アラブ共和国が成立した。
- 核兵器の全面的廃絶の国際の日（ 世界）
2013年のこの日、 国連総会は初となる核軍縮に関するハイレベル会合を開催し、以降2018年までに同会合を招集することを決定した。1983年のスタニスラフ・ペトロフによる核戦争回避事件に由来。
- ワープロ記念日（ 日本）
1978年のこの日、東芝が世界初の日本語ワードプロセッサ「JW-10」を発表したことに由来[16][17][18]。
- 台風襲来の日（ 日本）
統計上、日本への台風襲来の回数が多い日[19][20][21]。1954年（昭和29年）に「洞爺丸台風」が九州・中国地方に上陸後に北海道に来襲、1958年（昭和33年）に「狩野川台風」が伊豆半島に接近、1959年（昭和34年）に「伊勢湾台風」が紀伊半島に上陸したのは全てこの日だった[22]。そのため、「魔の9月26日」や「台風襲来の特異日」などとも呼ばれる[19][23][24]。また、9月17日も同様に、台風襲来の回数が多い日である。